# L'avventura del diadema di berilli
L'avventura del diadema di berilli (The Adventure of the Beryl Coronet) è un racconto giallo del 1892, l’undicesimo dei 56 che vedono protagonista Sherlock Holmes scritti dall'autore britannico Arthur Conan Doyle. La storia fu pubblicata originariamente nel 1892 nel numero di maggio della rivista The Strand Magazine e fu l’undicesima ad essere inclusa alla raccolta Le avventure di Sherlock Holmes.

## Trama
Un noto banchiere di Streatham, Alexander Holder, si reca da Holmes con aria estremamente sconvolta, spiegando il motivo della sua afflizione. Racconta di aver concesso un prestito di 50 000 £ ad un nobile cliente del quale non precisa l'identità, il quale gli avrebbe lasciato come pegno il diadema di berilli, "uno dei più preziosi possedimenti nazionali dell'Impero". Comprendendo l'enorme valore del gioiello, Holder decise di non lasciarlo nella sua cassaforte alla banca, ma piuttosto di portarlo con sé a casa. Qui raccontò a suo figlio Arthur, con il quale aveva da tempo un pessimo rapporto, e a sua nipote Mary, ragazza a suo dire dalle virtù eccezionali, di aver preso in custodia questo preziosissimo oggetto. Holder salì infine in camera, non prima di aver negato a suo figlio il terzo prestito per quel mese, e decise di controllare di persona le finestre della casa per accertarsi che fossero tutte sbarrate. Nel farlo notò la nipote chiudere di persona una finestra dicendogli che la cameriera aveva dei regolari incontri notturni con qualcuno. Durante la notte Holder venne svegliato da un rumore ed entrando nello spogliatoio vide suo figlio Arthur tentare di piegare il diadema con le sue mani. Holder si mise ad inveire contro suo figlio attirando a sua volta Mary, che svenne vedendo il diadema al quale mancavano tre berilli; Arthur, tuttavia, si rifiutò di fornire spiegazioni. In preda al panico, Holder decise di consultare Holmes per tentare di salvare la sua reputazione.
Le prove contro Arthur sembrano schiaccianti, nonostante Holmes non sia convinto della sua colpevolezza: perché il ragazzo avrebbe rifiutato di fare qualsiasi tipo di dichiarazione? Come avrebbe potuto rompere il diadema con le mani (neanche Holmes, con la sua grande forza, riesce a piegarlo) senza fare alcun rumore? Quale ruolo potrebbero avere la cameriera e il suo misterioso visitatore?
Holmes decide di recarsi a casa di Holder per esaminare le impronte sulla neve, riuscendo infine a risolvere il mistero. Egli rivela ad uno stupefatto Holder che sua nipote era in realtà in combutta con George Burnwell, famoso criminale amico di Arthur, sebbene non fosse a conoscenza della sua vera identità. I due riescono a fuggire, nonostante Holmes sia convinto che ben presto dovranno fare i conti con la giustizia. Holmes rivela inoltre che Arthur riuscì ad assistere di nascosto al furto perpetrato da sua cugina, inseguendo Burnwell e ingaggiando con lui una lotta riuscendo a riportare il diadema nella stanza del padre. Accorgendosi che si era piegato durante la rissa, tentò di raddrizzarlo, lasciandosi poi incolpare per amore di sua cugina Mary. Holmes riesce infine a recuperare i berilli ricomprandoli dopo aver minacciato Burnwell.

## Adattamenti
- Nel 1965, la storia è stata adattata per un episodio della serie televisiva Sherlock Holmes.
- L'episodio How the Sausage Is Made della serie televisiva Elementary (2016) contiene diversi riferimenti al racconto.
- La storia è stata adattata nel 1991 per BBC Radio 4, nell'ambito di un adattamento radiofonico di tutto il canone holmesiano con protagonisti Clive Merrison e Michael Williams.[2]